# Obraz Madonny Boreschowa
Madonna Boreschowa – najstarszy obraz epitafijny na Warmii. Epitafium kanonika Bartłomieja Boreschowa (ok. 1360-1426) z 1426 roku. 
Epitafium to jest jedynym w Polsce średniowiecznym obrazem w kształcie koła, tzw. tondem. Ma 150 cm. Namalowany jest przez średniowiecznego mistrza techniką temperową na desce. Dzieło powstało w środowisku artystycznym Pomorza. Na kształt obrazu złożyły się wpływy sztuki czesko-kolońskiej.
Treścią dzieła jest scena adoracji Bożego Dzieciątka i jego Matki Maryi. Hołd Dzieciątku i Matce Bożej składa Bartłomiej Boreschow, który klęczy u stóp Madonny. Za kanonikiem wstawia się św. Maria Magdalena. Uwagę zwraca delikatność formy i liryzm obrazu. Postać kanonika jest poddana średniowiecznemu prawu hierarchii, wyrażonemu skalą wielkości wobec osób świętych. Kanonika identyfikują dwie tarcze herbowe i łacińska inskrypcja, umieszczona dookoła obrazu. Matka Boża ma na sobie suknię złocistą, ozdobioną motywem złotych kwiatów ułożonych na podkładzie czerwieni. Płaszcz jest ciemnoniebieski. Na głowie Matka Boża ma koronę umieszczoną na złotym nimbie. Kanonik Bartłomiej jest w białej komży, spod której widać czerwoną sutannę, na ramionach ma szare futerko z popielic. Uczonego kanonika poleca Matce Bożej Maria Magdalena. Maria Magdalena jest w zielonej sukni z żółtymi ornamentami. Na sukni ma czerwony płaszcz, podbity białymi gronostajami. Na głowie ma białą chustę. Za plecami Matki Bożej umieszczona jest na złotym tle altanka, w kolorze naturalnego drewna. Altanka opleciona jest ciemnozieloną winną latoroślą. Dookoła obrazu znajdują się inskrypcje napisane 
gotycką minuskułą.
Epitafium kanonika Bartłomieja Boreschowa znajduje się w katedrze fromborskiej. Obraz był prezentowany na wielu międzynarodowych wystawach, m.in. w Monachium, Nowym Jorku i Pradze.